# فيلكس سوارس
فيلكس سوارس (بالعبرية: פליקס סוארס) هو رجل أعمال يهودي مصري (29 ديسمبر 1842 - 1906)،برز إسم عائلة سوارس في الإقتصاد المصري والعمل السياسي في بداية القرن التاسع عشر، وقعت إسهاماته في تأسيس البنك العقاري المصري الذي لا يزال متواجد حتي اليوم، وهو ثاني أقدم بنك في مصر، بالإضافة الي العديد من الشركات المصرية.

## حياته ونشأته
وُلد في مصر 26 طِيبِيت عام 5603ع الموافق 29 ديسمبر عام 1842م، وتوفي عام 1906م.

### أسرته
ولد فيلكس إسحاق سوارس من أسرة مكونة من 5 أشقاء أسهموا جمعيهم بشكل كامل بالاقتصاد المصري وتوفي والدهُ سنة 1848م أكبرهم مردخ توفي عام 1861م، وتوفي أخوه يعقوب عام 1865م، ويوسف عام 1900م، وأختهم عام 1902م، و شقيقهُ الهمام الوجيه عام 1905م أما روفائيل سوارس 1930م، كون فيلكس إمبراطورية كبيرة في الاقتصاد والعمل السياسي مع عائلة زوجته وعائلة رولو.
كان مردخ شقيق فيلكس يشارك التجارة مع
إبراهيم شماع والد ماركتو شماع وهي عائلة
يهودية أيضا، فلما توفي مردخ 1861م تزوج بعدها في تلك السنة بالسيدة ركيتا ابنة أصلان بك قطاوي (وزير المالية المصري سابقاً)، فرزق منها أربعة صبيان وخمس بنات.

## إسهاماته
بدء فيلكس نشاطه التجاري مع أشقائه في تكوين الاقتصاد المصري، فأسس عام 1872م «محل سوارس ونحمان وشركائهم في مصر» بالاشتراك مع أنريكو نحمان وشقيق زوجته جاك قطاوي وفي عام 1876 انضمَّ إليهم عائلة رولو، وبقي اسم المحل كما كان، وأنشئوا في ذلك العام محلًّا في الإسكندرية باسم «الخواجات روبين رولو وأولاده وشركائهم»، ثم أسس محلًّا في مصر عام 1882م باسم «بيت إخوان سوارس وشركائهم»، مع إبقاء محل سوارس ونحمان في مصر على حالهِ، وفي عام 1886 دمج المحلين إلى محلٍّ واحد سماهُ «بيت إخوان سوارس وشركائهم»، وبقي محل الإسكندرية على حالهِ أيضًا.
ولم يقتصر نشاط عائلة سوارس على إنشاءِ المحلات التجارية، بل في تأسيس الشركات النافعة، فأسس الشركة الأهلية عام 1876م كأول شركة في مصر على شكل بنك سماسرة ولكنها صفيت عام 1877م عند تصفية دين الحكومة المصرية بأرباحٍ طائلة لجميع المساهمين فيها.
وأسس عام 1880م مع شقيقهِ روفائيل سوارس وشركائهِ من عائلة قطاوي البنك العقاري المصري الذي ما يزال متواجد حتي الآن.
عام 1882م أنشأ فابريقة(شركة) السكر بالحوامدية.
وعام 1888م أسس شركة سكة حديد حلوان ووكل إليه بعدها إنشاء تياترو كازينو حلوان وكان سبباً في إنشاء ضاحية المعادي.
عام 1890م أسس شركة سكة الحديد من أسيوط ومد الخط إلى جرجا، ومد الخطوط الحديدية من دمنهور إلى الرحمانية، ومن شبين الكوم إلى منوف، ومن الفيوم إلى سنورس، وسلمت إلى الحكومة المصرية بعد إتمامها، علي أن ينتفع من أرباح الشركة لمدة 20 عام.
عام 1891م اشترى تفتيش (شركة) الشيخ فضل من الدائرة السنية.
 عام 1892م أسس شركة السكر وضمَّ إليها فابريقة شركة الحوامدية والشيخ فضل ونجع حمادي، ثم اشترى تفتيش البدرشين من مصلحة الدومين في عام 1894م.
عام 1895 انشأ شركة ري الوجه القبلي وباعها فيما بعد لشركة السكر، ومدَّت السكة الحديدية من قنا إلى أسوان في نفس العام.

عربات سوارس

عام 1896م إنشاء شركة سكة حديد الشرقية الاقتصادية ولها عدة إسهامات في مد خطوط السكك الحديدة في مصر كلها، باعها بعد ذلك لشركة سكة حديد الدلتا ودمجت مع شركة سكة حديد حلوان.
عام 1896م أنشأ الشركة العقارية، وضمَّ إليها تفتيش البدرشين الذي كان من أملاكهِ.
عام 1897 أنشأ شركة قومبانية المياه بطنطا تشبه شركات المياة في الوقت الحالي واهداها الي الحكومة المصرية.
عام 1898 أنشأ شركة الدائرة السنية التي اشترت أراضي الدائرة السنية كلها مع عائلة قطاوي، وفي نفس السنة أنشأ شركة البنك الأهلي وكان أول بنك في مصر، تفرَّع عنهُ البنك الزراعي عام 1902م.
يرجع له فضل تأسيس مستشفى الكلب بمصر كأول مستشفي للكلاب تقع بمنطقة زينهم حالياً وغيرهِ وهو رئيس الشركة الخيرية الإيطالية وغيرها.

اشتهر عن فيلكس بخلاف عائلته بالكرم على المدارس الخيرية الإسرائيلية وغيرها، والانفقاء على الفقراءَ ووزع عليهم الهبات، بالإضافة إلي الرواتب الشهرية التي يتبرع بها لعدد كبير من البيوت، فحسنت أحوالهم وطاب عيشهم.
يعد إنشاء شركة حديد حلوان بعد دمجها مع شركة حديد الدلتا الفضل الأكبر في إنشاء عدة ضواحي انشئت صاحية حلوان، والمعادي وطرة والمعصرة البلد وقتها، ففي حلوان أقام جلية يهودية جديدة مكونة من أكثر من 40 أسرة يهودية لإنشاء الشركات وبسبب كثرتهم فأقام لهم معبد يهودي سمي بكنيس بيت أهارون.
وقال عن إنشاء سكة حديد حلوان 
.

## أوسمة ووفاته
حصل فيلكس علي نياشين الشرف والافتخار من المملكة البريطانيا، وتوفي عام 1906 بعد تاريخ طويل في الإسهام بالاقتصاد المصري وبناء إمبراطورية سوارس.

## أنظر أيضًا
- عائلة قطاوي
- عائلة سوارس
- عائلة رولو
- روفائيل سوارس